# ذو الذيل المروحي
ذو الذيل المروحي او ذَنَبُور ثنائي الشكل (بالإنجليزية: Dimorphic fantail) هو نوع من الطيور يتبع فصيلة الرفيدوريات (Rhipiduridae). يُعرف علميًا باسم Rhipidura brachyrhyncha.

## أصل الاسم
الاسم الإنجليزي "Dimorphic fantail" يعني "ذَنَبُور ثنائي الشكل"، ويشير إلى وجود شكلين مختلفين (dimorphic) بين الأفراد في هذا النوع، وغالبًا ما يتعلق هذا الاختلاف بلون الريش أو توزيع العلامات على الجسم، سواء بين الجنسين أو ضمن أفراد النوع نفسه.
أما اسم الجنس Rhipidura فهو مشتق من الكلمة اليونانية "rhipis" (مروحة) و"oura" (ذيل)، في إشارة إلى شكل ذيله المروحي الذي يُستخدم في الطيران السريع والمناورة بين الأشجار.

## الموطن والتوزيع
يتواجد هذا الطائر في مرتفعات غينيا الجديدة، ويعيش في الغابات الجبلية الرطبة ضمن المناخات الاستوائية أو شبه الاستوائية، وخاصة على الارتفاعات العالية.

## الشكل والسلوك
كما يوحي اسمه، يتميز هذا النوع بوجود اختلافات شكلية بين الجنسين أو بين الأفراد، من حيث لون الريش أو نمط الذيل. وهو طائر صغير ونشيط، يُعرف بتحليقه القصير وحركاته المستمرة في تتبع الحشرات بين الأغصان.

## سلوك التكاثر
يعشّش ذَنَبُور ثنائي الشكل عادةً في الفروع المنخفضة أو المتوسطة ضمن الأشجار الكثيفة في الغابات الجبلية. يُشيَّد العش على شكل كوب صغير باستخدام ألياف نباتية وشعر، ويكون غالبًا معلّقًا بأغصان دقيقة.
تضع الأنثى عادة بيضة واحدة أو اثنتين، ويتناوب الذكر والأنثى على حضنها. يمتاز هذا النوع بسلوك وقائي نشط، إذ يُظهر سلوكيات دفاعية قوية ضد الحيوانات المفترسة بالقرب من العش.

## حالة الحفظ
يصنف ذَنَبُور ثنائي الشكل ضمن فئة "غير مهدد" (Least Concern - LC) بحسب القائمة الحمراء للاتحاد الدولي لحفظ الطبيعة (IUCN). ولا توجد حاليًا تهديدات كبيرة معروفة تؤثر على أعداده.